# Antonio Lombardo
Antonio of Antonino Lombardo (Galati Mamertino, 23 november 1891 – Chicago, 7 september 1928) bijgenaamd Tony the Scourge was een maffiabaas afkomstig uit het koninkrijk Italië; zijn werkterrein was de Siciliaanse wijk van Chicago in de Verenigde Staten. Hij was president van de Unione Siciliana en terzelfdertijd vertrouweling van Al Capone.

## Levensloop
Lombardo groeide op in Sicilië, in de provincie Messina. Hij emigreerde naar de Verenigde Staten in 1909. In Chicago verdiende Lombardo zijn brood met een kruidenierszaak; hij groeide door tot groothandelaar voor kruideniers in de Siciliaanse wijk. Hier werkte hij samen met Giuseppe Aiello, bijgenaamd Joe. Aiello had samen met zijn broers en neven bakkerijen en banketbakkerijen. Lombardo en Aiello zorgden ervoor om specifieke Siciliaanse producten aan de man te brengen.
Aiello werd groothandelaar voor de bakkers en had toegang tot suiker, wat in de Drooglegging belangrijk werd om illegaal alcohol te stoken. Ze bedienden de cafés in de Siciliaanse wijk van Chicago met eigen geproduceerde alcohol.
Reeds als jongeman waren Lombardo en Aiello toegetreden tot de Unione Siciliana. De Unione Siciliana, een misdaadsyndicaat, verbondt Sicilianen in de verschillende Amerikaanse steden en koos zich politieke steun uit. De hoofdzetel was in Chicago. De vereniging vereffende leningen, zorgde voor weduwen en onderhandelde over losgeld bij maffiose praktijken. Zij had eigen rituelen met dolken en paswoorden.

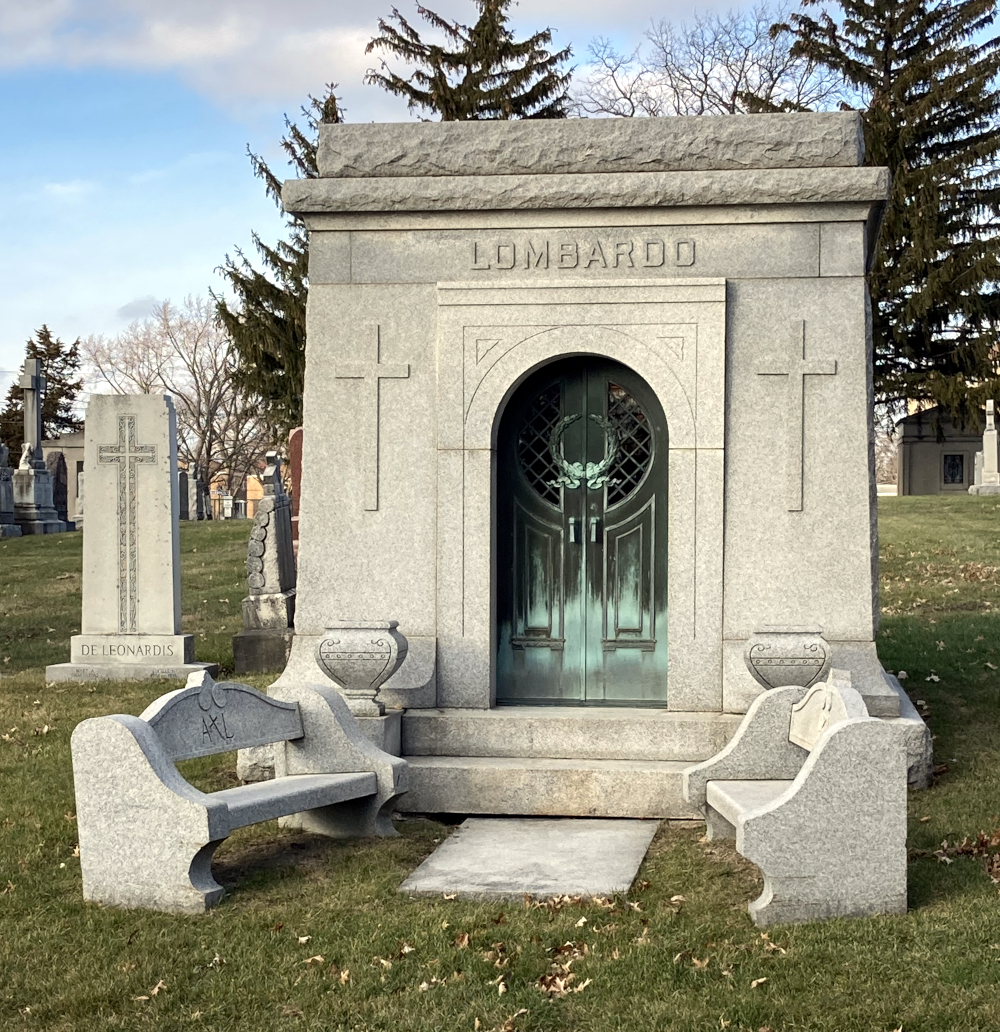
Graf van Lombardo in Mount Carmel Cemetery, Illinois

De maffiapraktijken van de Sicilianen waren een doorn in het oog van twee grotere bendes: de Ierse North Side Gang onder leiding van Dean O'Banion en de South Side Gang ook wel Chicago Outfit genoemd onder leiding van Al Capone. Het stoorde Al Capone dat hij geen afzet van illegale alcohol had in de Siciliaanse wijk. In 1924 stierf de president van de Unione Siciliana Mike Merlo. Een tussenfiguur Samuel Amatuna werd een jaar later doodgeschoten. De Unione Siciliana zocht opnieuw een leidersfiguur. Al Capone bemoeide zich met de zaak en plaatste Lombardo op de voorzitterstoel (1925). Beide mannen hadden elkaar nodig: Al Capone vertrouwde Lombardo omwille van diens verzoeningsoperaties tussen maffiosi en het brede respect dat deze genoot bij de Sicilianen. Lombardo vertrouwde Al Capone want Lombardo wilde zijn voorzittersstoel beveiligd zien door een machtiger entiteit. Binnen de Unione Siciliana waren immers twee fracties opgedoken die een andere president wilden; onder de rebellerende mafiosi was Giuseppe Aiello met zijn uitgebreide familie; Aiello was ooit zijn handelspartner doch was thans zijn rivaal geworden.
Al Capone steunde Lombardo in alles. Lombardo werd zijn private adviseur. 
De Siciliaanse onderwereld werd ongerust over de groeiende macht van Al Capone. Zij vreesden opgeslorpt te worden door de Chicago Outfit. Aiello benaderde de aartsvijanden van Al Capone, namelijk de Ierse gangsters (1927). Er vonden enkele moordpogingen plaats op Lombardo en Al Capone. Aiello eiste vervolgens openlijk de voorzittersstoel op (1928). Lombardo weigerde. 
Eind 1928 werden Lombardo en een lijfwacht doodgeschoten op klaarlichte dag en dit op een druk kruispunt in East Madison Street in het hartje van Chicago. Lombardo’s begrafenisstoet was versierd met een rij van bloemstukken. Een enorm hart dat in bloemen uitgebeeld was, was een gift van Al Capone; er stond bijgeschreven ‘My Pal’. Lombardo werd ten grave gedragen op de Mount Carmel-begraafplaats in Hillside, nabij Chicago. De moord werd toegeschreven aan Aiello en de Ieren rond de clan Bugs Moran als de opdrachtgevers.
Al Capone benoemde meteen een andere vertrouweling tot president van de Sicilian Unione: Pasquilino Lolardo. Deze laatste werd enkele maanden later vermoord. De ene president na de andere volgde elkaar op in de Unione. De kranten spraken van de ‘War of Sicilian Succession’ of de Siciliaanse successieoorlog. De macht ervan taande omdat verschillende Italiaanse bendes, andere dan de Siciliaanse, hun troepen consolideerden tot een groter misdaadsyndicaat.